# فمینیسم اسلامی

نماد فمینیسم اسلامی

فمینیسم اسلامی یکی از گرایش‌ها یا فرمی از فمینیسم است. فمینیسم اسلامی گرایشی نظری و عملی است که از درون به یک پارادایم اسلامی متصل است و به‌طور کلی در ارتباط با نقش زنان در اسلام بحث می‌کند که به نحوی خواستار برابری کامل همهٔ مسلمانان در وجوه زندگی عمومی و خصوصی بدون هیچ نوع تبعیض جنسیتی می‌باشد. به عبارت دیگر فمینیست‌های اسلامی از حقوق زنان، برابری جنسیتی و عدالت اجتماعی بر پایه و اساس یک چارچوب اسلامی، دفاع می‌کنند. فمینیسم اسلامی فهم و قدرتش را از قرآن می‌گیرد و در جستجوی حقوق و عدالت برای زنان و مردان در تمامیت وجودشان است. برهان اساسی فمینیسم اسلامی این است که قرآن بر اصل برابری تمام افراد بشر تأکید می‌کند؛ بنابراین مردسالاری و تبعیض جنسی را مردود دانسته و خواستار برابری زن و مرد (همچون دیگر برابری‌ها در اجتماع) است.
این گرایش فمینیسم به شدت توسط برخی مورد اعتراض قرار گرفته و توسط برخی دیگر با شور و شوق حمایت شده‌است. به گفته مارگوت بدران* پژوهشگر مصری تبار آمریکایی و استاد تاریخ در دانشگاه جورج تاون، بدفهمی بسیار و معرفی‌های اشتباه و احمقانه حول فمینیسم اسلامی وجود دارد.

## نظرات
فمینیست‌های مسلمان فمینیسم را غربی محسوب نمی‌کنند، هرچند منشأ فمینیسم و نامگذاری آن از فرانسه بوده‌است، مسایل زنان را امری جهانی می‌دانند. کتاب «فمینیسم و ناسیونالیسم» * کوماری جایاواردنا، بنیان‌گذار دانشگاه سری لانکا که در سال ۱۹۸۶ چاپ شد، توضیح دهنده تاریخچه پیدایش جنبش‌های فمینیستی در کشورهای مختلف آسیا و خاورمیانه‌است.
فمینیست‌های مسلمان معتقدند احکام اسلامی یا فقه که شکل کلاسیک آن در قرن نهم میلادی تثبیت شده‌است با مفاهیم و رفتارهای مردسالارانه زمان خود ترکیب شده‌است و این تعبیر مردسالارانه از احکام، شریعت‌های متفاوت معاصر را شکل داده‌است. همچنین، حدیث (گفته‌ها و اعمال نقل شده از پیامبر اسلام) نیز اغلب در خدمت توجیه ایده‌ها و اعمال مردسالارانه قرار گرفته‌است. گاهی منشأ یا قابل اعتماد بودن احادیث مورد اعتراض هستند و کم نیستند مواردی که این حدیث‌ها در خارج از بافت خود استفاده شده‌اند؛ بنابراین یکی از اولویت‌های فمینیسم اسلامی رفتن مستقیم به سوی قرآن به عنوان قلب و ستون دین اسلام، برای فهمیدن پیام برابری خواهانه اسلام است.
روش‌شناسی پایه فمینیسم اسلامی شامل روش‌های کلاسیک اجتهاد (بررسی استقلال منابع دینی) و تفسیر است و علاوه بر این دو روش، روش‌های تحلیل زبان‌شناختی، تاریخی، تحلیل ادبی، جامعه‌شناختی، مردم‌شناختی و… نیز به کار گرفته می‌شوند. و سه دیدگاه را در بر می‌گیرد:
- بازخوانی آیاتی از قرآن به شیوه‌ای که اشتباهات تاریخی رایج همچون داستان‌های خلقت و اپیزود بهشت را که در خدمت تقویت ایده برتری مذکر هستند، تصحیح کند.
- معلوم کردن آیاتی که بر برابری زن و مرد بدون هیچ ابهامی تأکید می‌کنند.
- شالوده شکنی از آیاتی که تفاوت میان دوجنس را مطرح می‌کنند و به صورت گسترده‌ای برای توجیه سلطه مذکر تفسیر شده‌اند.[۲]

به اعتقاد این افراد تفسیرهای موجود از اسلام حاوی مفهوم برتری مذکر، انعکاس دهنده فرهنگ مردسالارانه پیش از قرآن هستند. آنان معتقدند آیات زیادی از قرآن هستند که برابری زن و مرد را تأیید می‌کنند. مانند آیات سوره حجرات: «ما شما را از یک جفت زن و مرد خلق کردیم و شما را در قبایل و ملت‌های مختلف قرار دادیم برای این که یکدیگر را بشناسید و همانا بهترین شما نزد خدا، پرهیزگارترین شماست.» پس نتیجه می‌گیرند در اساس، از نظر هستی شناختی اسلامی، تمام افراد بشر برابرند.
فمینیست‌های اسلامی فمینیسم را به عنوان آگاهی نسبت به اجبار و محدودیت‌هایی که زنان تحت انقیاد آن هستند، دور انداختن محدودیت‌هایی که زنان در آن‌ها قرار داده شده‌اند و تلاش برای ایجاد یک نظام روابط منصفانه‌تر و عادلانه‌تر بین زن و مرد می‌دانند و هیچ تناقضی میان فمینیست بودن و مسلمان بودن خود نمی‌بینند.

### نقدها
- احمدیان، رئیس پژوهشکده الهیات اصفهان: «برخی برای حل اختلاف میان اسلام و فمینیسم، پای یک عنوان جعلی به نام «فمینیسم اسلامی» را به میان کشیده‌اند که یک ترکیب پارادوکسیکال است و مبانی آن با مبانی اسلام، همخوانی ندارد. با توجه به تعالیم اسلامی نقش و جایگاه مرد با زن، تمایزهایی دارد و این تمایز به هیچ وجه شأن زن را پایین نمی‌آورد.»[۴]
- حکیمه انصاری، نویسنده و پژوهشگر ایرانی: فکر و نوشته‌های این افراد از یک ایراد اساسی رنج می‌برد و ان هم بریده بودن مطلق این جنبش از واقعیت‌های فرهنگی و بومی جوامع و کشورهای اسلامی است… وی همچنین به‌کارگیری از اصطلاح «فمینیسم اسلامی» را اشتباه می‌داند و عبارت «فمینیست‌های مسلمان» جایگزین آن می‌نامد.[۵]
- سید حسین اسحاقی، دکترای کلام اسلامی: «بهتر است فمینیسم اسلامی را تفسیری زن مدارانه از اسلام بنامیم… گروهی در تعامل فرهنگ اسلامی و غربی، با بحران هویت مواجه شدند و در این تقابل، جمعی با دل بستگی به فرهنگ غربی به انکار آموزه‌های دینی پرداختند و با طبقاتی یا خرافی دانستن این اعتقادات به ترویج دیدگاه‌های ماتریالیستی پرداختند.»[۶]
- محمد قطبی، رئیس دفتر تبلیغات اسلامی اصفهان: «جایگاه زن در اسلام بسیار بالا است و فمینیست‌ها به اشتباه خیال می‌کنند که می‌خواهند جایگاه زن را ترمیم کنند و بالا ببرند، در حالی که این شأن در اسلام از همه ادیان و تفکرات دیگر بالاتر است.»[۷]
- حسن سراج‌زاده (عضو هیئت علمی پژوهشگاه علوم و فرهنگ اسلامی و نویسنده کتاب «فمینیسم و خانواده»): این گرایش از فمینیسم (فمینیسم اسلامی) به دنبال استفاده از آموزه‌های اسلامی برای دفاع از حقوق زنان نیست، بلکه می‌خواهد همان تفکرات غربی را در قالب یک سری اندیشه‌های اسلامی منتشر و تبیین کند و در واقع به نوعی مباحث فمینیسم غربی را متناسب با فرهنگ کشورهای اسلامی و از جمله ایران، بومی‌سازی کرده و خواسته‌اند تا در پوشش دستورهای اسلامی، تفکرات فمینیستی را القاء کنند.[۸]

## فمینیسم اسلامی و فمینیست‌های مسلمان
برخی از اسلامگرایان مانند محمدرضا زیبایی‌نژاد میان گرایش فمینیست‌های اسلامی و فمینیست‌های مسلمان تفاوت قائل می‌شوند. او می‌گوید فمینیسم اسلامی نه به معنای دفاع از زنان بر اساس آموزه‌های اسلام، بلکه به معنای تفسیری فمینیستی از اسلام است. فمینیست‌های اسلامی دین را به عنوان مهم‌ترین و نافذترین رکن فرهنگ در کشورهای اسلامی درک کرده و ادبیات دینی را بستری برای طرح مباحث فمینیستی قرار داده‌اند. آن‌ها اهداف برابری‌طلبانهٔ فمینیستی را در هم‌سویی با فرهنگ دینی پنداشته و هرچند اندیشه و راهکارهای آنان برخاسته از آموزه‌های دینی نیست، اما نوگرایی و اصلاح را درون دین جستجو می‌کنند. این در حالی است که فمینیست‌های مسلمان به کسانی گفته می‌شود که بر اساس آموزه‌های دین اسلام به دفاع از زنان می‌پردازند. زیبایی‌نژاد البته مورد نخست را جمع اضداد دانسته و معتقد است باز تفسیر متون اسلامی بر اساس آموزه‌های غربی فمینیسم منجر به تحریف و تفسیر به رأی این متون می‌شود، اما او جانب گرایش دوم را گرفته و معتقد است در متون دینی این ظرفیت وجود دارد که بدون بهره‌گیری از فمینیسم غربی از آن‌ها در دفاع از حقوق زنان استفاده کرد. او می‌خواهد گرایش دینداران مسلمان به تجدیدنظر در رویکرد خود دربارهٔ مسئلهٔ زن را از گرایش افرادی که خارج از جریان رسمی دینداران یا حوزه به دنبال تفسیر مجدد اسلام هستند جدا کند. حتی اگر این تفکیک چندان درست نیز به نظر نیاید، می‌توان نتیجه گرفت که این دو جریان قادر به همزیستی با یکدیگر ذیل یک عنوان نیستند، هرچند هردو گرایش با مسامحه با همان عنوان فمینیسم اسلامی برچسب می‌خورند.

## افراد و گرایش‌ها
- برخی از این زنان تنها بر قرآن تمرکز می‌کنند (مانند آمنه ودود، رفعت حسن یا فاطمه نسیف از عربستان سعودی)[۲]
- برخی دیگر خود را صرف قرائت دوباره از قرآن و اشکال مختلف شریعت می‌کنند (مانند عزیز ال هیبن لبنانی و سردار علی پاکستانی)[۲]
- برخی هنوز در فکر بررسی دوباره احادیث هستند (فاطمه مرنیسی[۱۰] از مراکش، لیلا احمد  و هدایت توکسال از ترکیه).[۲]
- در ایران می‌توان از ژیلا شریعت‌پناهی[۱۱] و هاله سحابی[۱۲] به عنوان فمینیست اسلامی نام برد.

## زنان در سیاست کشورهای اسلامی
در جهان اسلام زنانی بوده و هستند که به عنوان چهره‌های سیاسی یا مدیریتی در رأس یک حکومت به عنوان رؤسای دولت‌ها، نخست وزیران یا وزرای امور خارجه به ایفای نقش پرداخته‌اند و از آن جمله می‌توان به لاله شوکت از آذربایجان، بی‌نظیر بوتو از پاکستان، مامه مادیور بویه از سنگال، تانسو چیللر از ترکیه، کاکوشا جشاری از کوزوو، مگاواتی سوکارنوپوتری از اندونزی و خالده ضیا و شیخ حسینه از بنگلادش اشاره کرد.
همچنین امروزه می‌توان حضور برجسته و پر رنگتر زنان را در مناصب حساس سیاسی کشور افغانستان در قامت وزیران و نمایندگان مجلس این کشور، مشاهده کرد و در سال‌های گذشته چندین زن کاندید برای ریاست جمهوری بوده.